# آلبرت حکیم
آلبرت آ. حکیم (۱ ژانویهٔ ۱۹۳۶ – ۱ ژانویهٔ ۲۰۰۳) بیزنس‌من ایرانی-آمریکایی و از چهره‌های ماجرای مک‌فارلین است.
حکیم که متولد ایران بود، از سال ۱۹۵۵ ۳ سال در دانشگاه ایالتی پلی‌تکنیک کالیفرنیا تحصیل کرد. در بازگشت به ایران کسب‌وکاری در زمینه صادرات با تخصص در فناوری‌های پیشرفته و عبور از محدودیت‌های صادراتی مرتبط با آنها ایجاد کرد. او همچنین در پروژه ژن تیره برای آژانس اطلاعات مرکزی شرکت کرد.
حکیم در ایران عنصر نامطلوب بود.